# Рельсы (центр современной культуры)
Центр современной культуры «Рельсы» — центр современной культуры в Твери. Основан 3 января 2018 года. С 1 августа 2020 года центр располагается в здании бывшего Дома Моды на улице Трёхсвятской.

## История основания и открытия
Центр был основан друзьями-единомышленниками Ильёй Андреевым и Анной Кудрявцевой в январе 2018 года.
На момент открытия «Рельсы» не имели постоянной площадки, и все культурно-просветительские события проекта: лекции, кинопоказы, фестивали, выставки, — проходили на разных дружественных площадках.
В конце 2019 года команда запустила краудфандинг — сбор средств на обустройство центра современной культуры. Финансово проект поддержали более 400 человек.
В августе 2020 «Рельсы» открылись для посещения в здании бывшего Дома Моды на Трёхсвятской, главной пешеходной улице Твери. В центре есть бесплатная библиотека, лекторий, пространство для воркшопов и три кафе — Locals, BON и Miuccia.

## Проекты и мероприятия
Каждую неделю на «Рельсах» проходят несколько лекций и мастер-классов, кураторы устраивают кинопоказы и организуют крупные городские события.

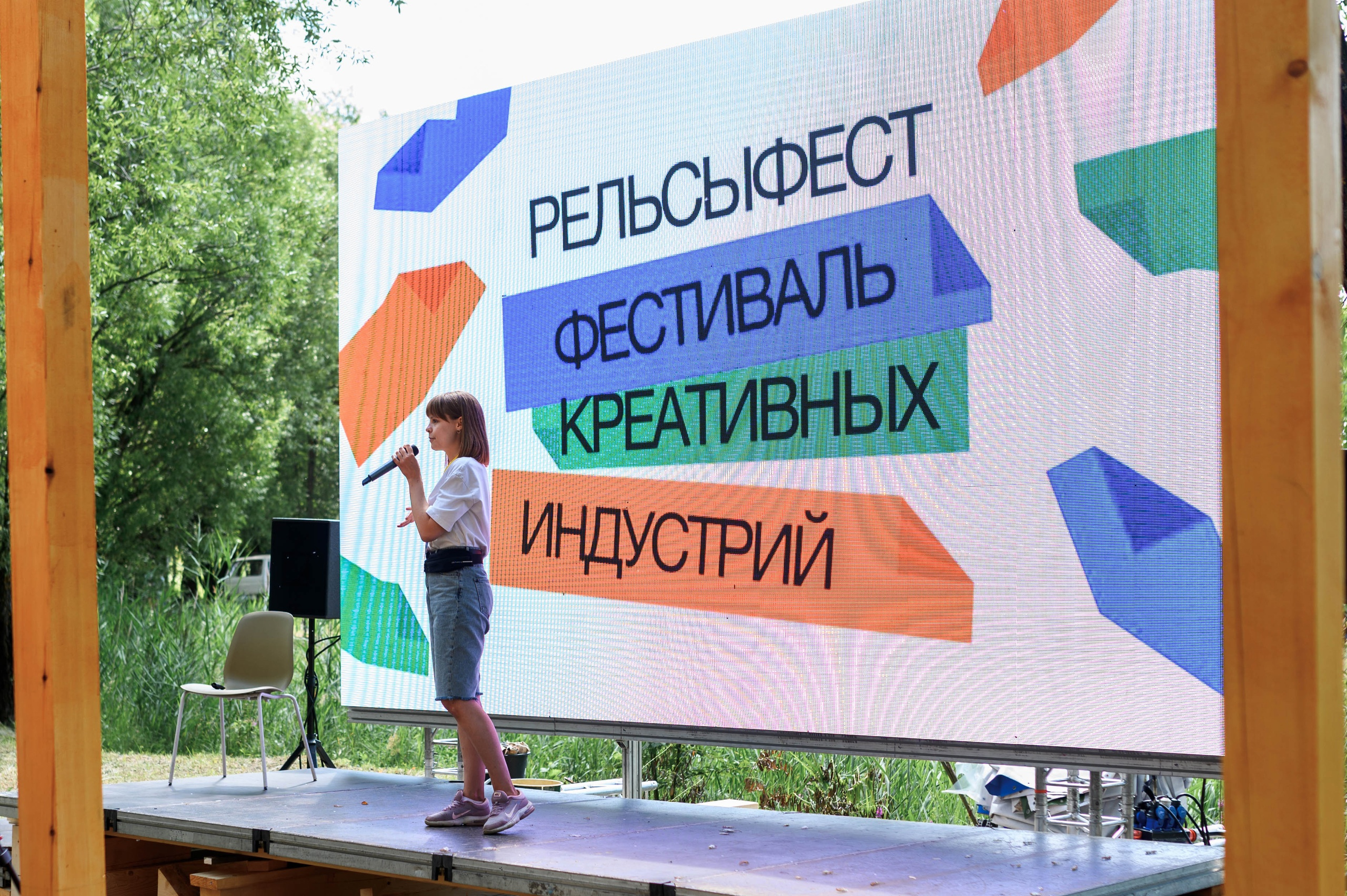
РельсыФест-2022 в Ландшафтном парке "Тьмака". Тверь

Летом «Рельсы» проводят тематический Рельсыфест — фестиваль на территории Твери, посвящённый заранее выбранной теме. В программе лекции от спикеров со всей России, бесплатные мастер-классы для детей и взрослых, интерактивные площадки, маркет с локальными брендами и фуд-корт.
Зимой на базе центра проходит Рельсымаркет — площадка-ярмарка локальных брендов.
Летом 2022 года был запущен иммерсивный променад «Фабричные» — экскурсия-прогулка по Морозовскому городку, исторической части Твери, бывшему рабочему кварталу фабрики купцов Морозовых. Проект был создан совместно с композиторами, актёрами Тверского театра юного зрителя и командой Bonneville Cafe.